# Harry Erhart
Harry Erhart (* 3. Juli 1953) ist ein ehemaliger deutscher Fußballspieler. Von 1974 bis 1979 absolvierte der Stürmer in der 2. Fußball-Bundesliga insgesamt 135 Ligaspiele, in denen er 57 Tore erzielte.

## Werdegang
Der Stürmer Erhart begann seine Profikarriere im Jahre 1972 beim Regionalligisten FK Pirmasens, mit denen er sich zwei Jahre später für die neu geschaffene 2. Bundesliga qualifizierte. In sein erstes Jahr Regionalliga, 1972/73, startete das Offensivtalent am 6. August 1972 als zweifacher Torschütze. Der FKP gewann das Startspiel unter Trainer Aki Schmidt mit 2:0 Toren beim FV Speyer und Erhart machte sich sogleich als Torschütze einen Namen. Am Rundenende belegte Pirmasens hinter Meister Mainz und Vizemeister Völklingen den dritten Rang. Das Nachwuchstalent hatte in 29 Ligaeinsätzen 13 Tore erzielt. Er war auch dabei, als dem FKP am 25. März 1973 ein 1:0-Heimerfolg gegen den späteren Meister Mainz 05 gelang. Nach der letzten Runde der alten zweitklassigen Regionalliga, 1973/74, war Pirmasens für die ab 1974/75 neu installierte 2. Bundesliga qualifiziert. Insgesamt wird Erhart mit 50 Regionalligaeinsätzen und 22 Toren geführt.
Im ersten Jahr des neuen Bundesligaunterbaus wurde er mit seinem Verein unter Trainer Bernd Hoss in der Saison 1974/75 Vizemeister der Südgruppe hinter dem Karlsruher SC. Der Angreifer hatte in 32 Ligaspielen 15 Tore an der Seite von Mitspielern wie Georg Beichle, Dieter Weinkauff, Raimund Krauth und Alfred Seiler erzielt. In den folgenden Aufstiegsspielen scheiterte der FKP dann an Bayer 05 Uerdingen. Im Jahre 1976 wechselte Erhart zu Arminia Bielefeld und wurde mit den Arminen in der Saison 1976/77 unter Trainer Karl-Heinz Feldkamp Vizemeister der Nordgruppe. Erneut musste Erhart mit seiner Mannschaft in die Aufstiegsspiele und scheiterte erneut, dieses Mal nach drei Spielen gegen den TSV 1860 München. Erhart kehrte nach nur einem Jahr in den Südwesten zurück und spielte noch zwei Jahre für den FC 08 Homburg. Als die Mannschaft von Trainer Uwe Klimaschefski im DFB-Pokal des Jahres 1978 in der dritten Hauptrunde sensationell mit einem 3:1-Heimerfolg den FC Bayern München ausschaltete, war er verletzungsbedingt nicht dabei. Im folgenden Spiel bei Hertha BSC, Homburg verlor mit 1:4 nach Verlängerung, stürmte er aber im Olympiastadion. Homburg belegte den dritten Rang in der 2. Bundesliga und Erhart hatte in 29 Einsätzen elf Tore erzielt. In insgesamt 135 Zweitligaspielen erzielte er 57 Tore.
Später spielte er noch beim FC Münchweiler und kehrte 1982/83 auch nochmals zum FC Homburg zurück.